# Sylvain Broussaudier
Sylvain Broussaudier est né le 7 février 1904 à Saint-Mathieu, dans la Haute-Vienne, et décédé le 19 mars 1980 à Fréjus, dans le Var. C’est un enseignant et un militant socialiste et pacifiste.

## Biographie
Fils d’instituteurs ruraux catholiques, Sylvain Broussaudier fait des études brillantes au lycée de Limoges. Entré en 1922 en classe préparatoire au lycée Louis-le-Grand aux côtés de Maurice de Gandillac, Jean Gaulmier, Paul Nizan et Jean-Paul Sartre, il y obtient, en 1924, le prix d’Excellence avant d’être reçu 5e à l’École normale supérieure. Trois ans plus tard, en 1927, il obtient l’agrégation de Lettres.
Grand admirateur de Jean Jaurès et d'Alain, il devient résolument pacifiste et se rapproche du mouvement socialiste. Il adhère ainsi à la SFIO et à la Ligue internationale des combattants de la paix au début des années 1930.
D’abord enseignant à Roanne puis à Oran (1929-1936), il y milite pour le pacifisme. Sylvain Broussaudier est ensuite nommé au lycée du Parc-Impérial de Nice (1936-1939). En 1937, il devient rédacteur en chef de L’Alerte. Après le Congrès de Royan de 1938, il quitte cependant la SFIO pour le Parti socialiste ouvrier et paysan (PSOP), dont il est secrétaire de la Fédération des Alpes Maritimes.
Mobilisé en 1939, il est blessé par un éclat d’obus le 28 mai 1940 et évacué. Le 15 octobre 1940, il retrouve après sa convalescence son poste au lycée de Nice. Muté en sanction disciplinaire pour avoir décroché de sa classe le portrait du maréchal Pétain au lycée de Cahors en février 1941, il y passe toute la guerre. 
En février 1945, il devient censeur du lycée de Pau avant d’être nommé proviseur du Lycée Augustin-Thierry de Blois l'année suivante. De 1954 à 1960, il est  proviseur du lycée de Pau, puis du lycée Saint-Exupéry à Boulouris et enfin de Saint-Raphaël, où il prend sa retraite en octobre 1965.
Il décède le 19 mars 1980.

### Œuvre
Souvenirs d’un combattant de la paix, rédigé en juillet 1978, ouvrage non diffusé, propriété de la famille, expliquant son engagement politique.

### Source
- « Broussaudier, Sylvain » dans Le Maitron.